# Homarus gammarus
Homarus gammarus (Linnaeus, 1758), conhecido pelo nome comum de lavagante, é uma espécie de crustáceo decápode das águas costeiras do leste do Oceano Atlântico, Mar Mediterrâneo e partes do Mar Negro. Distinguem-se das lagostas, por terem os dois primeiros pares de patas em forma de pinças. Pode crescer até 60 centímetros de comprimento e pesar 6 quilogramas a espécie é muito utilizada na alta gastronomia, e é amplamente capturada ao redor das Ilhas Britânicas.

## Ciclo de vida
As fêmeas de H.gammarus atingem a maturidade sexual quando crescem até um comprimento de carapaça de 80~85 milímetros, enquanto os machos amadurecem em um tamanho ligeiramente menor. A cópula geralmente ocorre no verão entre uma fêmea recém-mudada, cuja carapaça está, portanto, macia, e um macho de carapaça dura. A fêmea carrega os ovos presos aos seus pleópodos por até 12 meses, dependendo da temperatura.
Os ovos eclodem à noite, e as larvas nadam até a superfície da água, onde flutuam com as corrente oceânicas, se alimentando de zooplâncton. Essa fase envolve três mudas e dura de 15 a 35 dias. Após a terceira muda, o juvenil assume uma forma mais próxima do adulto e adota um estilo de vida bêntico. Os juvenis raramente são vistos na natureza e são pouco conhecidos, embora saiba-se que são capazes de cavar extensas tocas. Estima-se que apenas 1 larva em cada 20.000 sobreviva à fase bêntica. Quando atingem um comprimento de carapaça de 15 milímetros, os juvenis deixam suas tocas e começam suas vidas adultas.